# Тужаров, Геннадий Матвеевич
Геннадий Матвеевич Тужаров (7 января 1931, Симаничи, Нижегородский край — 19 ноября 2008, Йошкар-Ола) — марийский филолог и языковед. Специалист в области морфологии марийского языка. Крупнейший и авторитетнейший исследователь северо-западного марийского языка. Автор свыше 60 печатных работ, а том числе 6 монографий.

## Биография
Происходил из северо-западных (яранских) марийцев. Окончил Марийский государственный педагогический институт (1958) и аспирантуру Тартуского университета (1966). С 1961 года — преподаватель в Марийском государственном педагогическом институте, с 1974 года — доцент кафедры русского языка, с 1999 года — профессор кафедры общего и сравнительного языкознания.

## Научные, учёные и почётные звания и степени
- Кандидат филологических наук (1967)
- Доцент (1974)
- Доктор филологических наук (1998)
- Профессор (1999)
- Заслуженный деятель науки Республики Марий Эл (1995)
- Почётный работник высшего профессионального образования Российской Федерации (2001)